# رامون رودريغيز خيمينيز
رامون رودريغيز خيمينيز (بالإسبانية: Ramón Rodríguez Jiménez)‏ (13 سبتمبر 1999 بميورقة في إسبانيا - ) هو لاعب كرة قدم إسباني في مركز الوسط. يلعب حاليًا مع نادي غرناطة الإسباني.

## وصلات خارجية
- رامون رودريغيز خيمينيز على موقع الاتحاد الأوربي (الإنجليزية)
- رامون رودريغيز خيمينيز على موقع قاعدة بيانات كرة القدم.إي يو (الإنجليزية)
- رامون رودريغيز خيمينيز على موقع Soccerway.com (الإنجليزية)
- رامون رودريغيز خيمينيز على موقع عالم كرة القدم.نت (الإنجليزية)